# John Bainbridge
John Bainbridge (Ashby-de-la-Zouch, 1582 — Oxford, 3 de novembro de 1643) foi um astrônomo inglês.

## Vida
Bainbridge nasceu em Ashby-de-la-Zouch, em Leicestershire. Começou a trabalhar como médico, exercendo a profissão por alguns anos. Foi proprietário de uma escola e estudou astronomia. Enviado para Londres, foi admitido em 6 de novembro de 1618 como licenciado no colégio de médicos, e obteve certa notoriedade devido a uma publicação sobre o cometa de 1618.
Sir Henry Savile indicou-o então para a Cátedra Saviliana de Astronomia, fundada então por ele na Universidade de Oxford. Bainbridge foi professor do Merton College (Oxford).

## Obra
Escreveu An Astronomical Description of the late Comet (1619); Canicularia (1648); e traduziu Proclo' De Sphaera e Ptolomeu De Planetarum Hypothesibus (1620). Diversos de seus manuscritos estão preservados na Biblioteca do Trinity College.
Suas publicações estão resguardadas no "Howard Gotlieb Archival Research Center" na Universidade de Boston.